# Provincia di Sajama
La provincia di Sajama è una delle 16 province del dipartimento di Oruro nella Bolivia occidentale. Il capoluogo è la città di Curahuara de Carangas.
Al censimento del 2001 possedeva una popolazione di 9.096 abitanti.

## Geografia antropica

### Suddivisioni amministrative
La provincia è suddivisa in 2 comuni:
- Curahuara de Carangas
- Turco